# أندرو مور
أندرو مور (بالإنجليزية: Andrew Moore)‏ هو محامي وسياسي أمريكي، ولد في 1752 في مقاطعة روكبريج في الولايات المتحدة، وتوفي في 14 أبريل 1821 في كسينغتون في الولايات المتحدة. حزبياً، نشط في الحزب الجمهوري الديمقراطي.

## مناصب
- انتخب عضو مجلس نواب الولايات المتحدة عن ولاية فرجينيا.
- انتخب عضو مجلس ولاية فرجينيا.
- انتخب عضو مجلس النواب الأمريكي.
- انتخب عضو مجلس الشيوخ الأمريكي.